# Moritz Leibelt
Moritz Leibelt (* 14. Juni 2000) ist ein deutscher Fußballspieler.

## Karriere
Nach seinen Anfängen in der Jugend des SC Fürstenfeldbruck und der SpVgg Unterhaching wechselte er im Winter 2019 in die Jugendabteilung des FC Carl Zeiss Jena. Dort kam er auch zu ersten Einsätzen im Seniorenbereich in der 2. Mannschaft in der Oberliga Nordost. 
Anfang Juni 2020 wurde Leibelt von Cheftrainer Kenny Verhoene im Rahmen einer vereinsinternen Umstrukturierungsmaßnahme gemeinsam mit fünf weiteren Oberligaspielern in den Drittligakader, der wieder am Ligabetrieb teilnehmen konnte, berufen. Dort kam er auch zu seinem ersten Einsatz im Profibereich, als er am 1. Juli 2020, dem 37. Spieltag, beim 2:2-Auswärts-Unentschieden gegen die SpVgg Unterhaching in der 77. Spielminute für Dominik Bock eingewechselt wurde.
Zur Saison 2021/22 wechselte Leibelt in die fünftklassige Bayernliga zur zweiten Mannschaft des TSV 1860 München.